# 山東側帶小公魚
山东側帶小公魚（学名：Stolephorus shantungensis）为輻鰭魚綱鯡形目鳀科側帶小公鱼属的鱼类。在中国，分布于山东等。该物种的模式产地在山东惠民、烟台，體長可達5.8公分。

## 扩展阅读
- 維基物種上的相關：山东側帶小公魚